# 에디 폴로

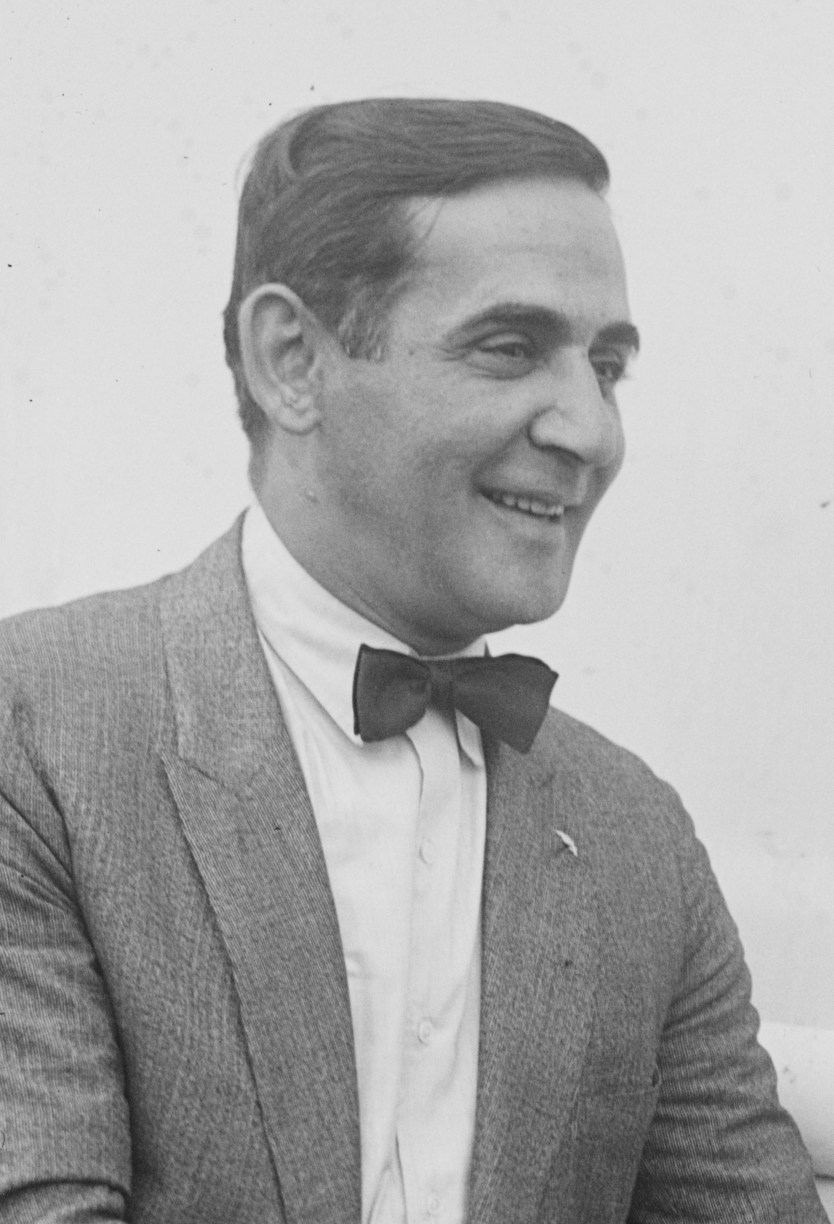

에디 폴로(Eddie Polo, 1875년 2월 1일 ~ 1961년 6월 14일)는 미국의 영화배우, 영화 감독, 스턴트 배우이다.
로스앤젤레스에서 태어났으며 할리우드에서 사망하였다. 사인은 심근 경색이다.

## 영화
- 돈 윈슬로 오브 더 네이비 (1942년)
- 이츠 어 데이트 (1940년)
- 더 브로큰 코인 (1915년)